# Ghiacciaio Bellisime
Il ghiacciaio Bellisime (in inglese Bellisime Glacier) è un ghiacciaio lungo circa 7 km situato sull'isola Thurston, al largo della costa di Eights, nella Terra di Ellsworth, in Antartide. Il ghiacciaio, il cui punto più alto si trova a circa 200 m s.l.m., fluisce verso sud a partire da una zona a est del ghiacciaio Myers, nella parte centro-occidentale dell'isola, fino ad entrare nello stretto Peacock, andando così ad alimentare la piattaforma glaciale Abbot.

## Storia
Il ghiacciaio Bellisime è stato così battezzato dal Comitato consultivo dei nomi antartici in onore di Lynda B. Bellisime, facente parte della squadra dello United States Geological Survey che negli anni novanta ha realizzato mappe dell'Antartide in scala 1:5 000 000 utilizzando l'Advanced Very High Resolution Radiometer e mappe della costa di Siple in scala 1:250 000 utilizzando il Thematic Mapper dei satelliti Landsat.